# Артист миманса
«Арти́ст мима́нса» — рассказ русского писателя Анатолия Кузнецова, впервые опубликованный в 1968 году в «Новом мире». Рассказ посвящён «маленькому человеку» — пожилому актёру массовки оперного театра Илье Ильичу. При публикации рассказ подвергся цензурной правке. В полном виде он был напечатан в 1970 году уже после эмиграции Кузнецова, в «Новом журнале», с послесловием автора.

## История создания
Анатолий Кузнецов, родившийся в Киеве в 1929 году, в молодости учился в балетной студии при Киевском оперном театре, танцевал на сцене, из-за близорукости был вынужден оставить балет, но некоторое время продолжал работать артистом миманса. Его рассказ 1968 года основан на личных наблюдениях: так, в цехе миманса действительно работали «старики, одного из которых, по-моему, даже и звали Илья Ильич, его я и взял прототипом этого рассказа». По признанию автора, «все другие персонажи, буквально каждая сценка тоже взяты с натуры».
Подавая рукопись романа в «Новый мир», Кузнецов убрал два фрагмента: «мытарства Ильи Ильича с получением квартиры» и «иностранного гостя в партере» (при этом визит иностранца был описанием реального посещения театра Вальтером Ульбрихтом с женой, чему автор был свидетелем). Редакция «Нового мира» сделала в тексте ряд купюр: убрала «лобовое сравнение театра с государством», «пожар в кошмарном сне Ильи Ильича», «место, где говорится, что на смену сошедшему со сцены премьеру явится другой такой же» и ряд других.
После публикации в 1968 году рассказ был резко критически встречен в официальной советской печати. По словам Кузнецова, сначала «с уничтожающей критикой» выступила «Литературная газета», которая сочла, что в рассказе описан Большой театр. Автора обвиняли в том, что он «очернил жизнь театра» и не знает её, «вероятно, никогда не был за кулисами», и что «описанный случай мог иметь место разве что до революции, когда актёр был бесправен». Писатель в это время жил в Туле, и его вызывали в Тульское КГБ, где его допрашивали два офицера КГБ, после него надзор за писателем усилился. Кузнецова «регулярно вызывали на беседы», в том числе на собеседование в ЦК КПСС к зам. начальника отдела культуры Ю. С. Мелентьеву. Поскольку Кузнецов уже тогда замыслил побег из страны, он опасался, что Мелентьев не даст разрешения на командировку писателя в Лондон.
Будучи опубликованным в «Новом журнале», рассказ отчасти повторил судьбу романа писателя «Бабий Яр», полный первоначальный текст которого был также опубликован лишь на Западе.

## Сюжет
В рассказе описываются два случая из жизни Ильи Ильича, пожилого артиста миманса, то есть массовки театральной труппы одного из советских театров оперы и балета.
Однажды во время спектакля, когда Илья Ильич должен был выйти на сцену и раздать балеринам «кубки из позолоченного папье-маше», премьер балета, уходя со сцены, прыгнул так, что наскочил прямо на Илью Ильича, сбив его с ног и вызвав суматоху за кулисами и на сцене. Хотя виноват был премьер, главный балетмейстер отругал за этот случай начальника цеха миманса. Позже, пойдя в буфет, Илья Ильич снова чувствует неуважение к актёрам второго и третьего ряда, когда премьеры труппы пролезают без очереди, и никто не считает это неприличным. В расстроенных чувствах Илья Ильич возвращается домой, в маленькую квартирку. Его жена умерла, и он живёт с молодой незамужней дочерью и её маленьким ребёнком.
На следующий день, придя в театр, Илья Ильич с ужасом обнаруживает на доске приказов объявленный ему «за халатное отношение к своим обязанностям» строгий выговор. За тридцать лет службы в театре у него никогда не было выговоров, и Илья Ильич делает попытку добиться отмены наказания, обращаясь сначала к начальнику цеха миманса Чижику, затем к ведущему спектакля, к главному балетмейстеру и, наконец, к директору театра. Однако первые два ссылаются на то, что получили указание от начальства, а балетмейстеру и директору нет дела до артиста миманса.
Проходит время, и однажды во время оперетты «Корневильские колокола» Илья Ильич собирается выйти на сцену в качестве бродячего музыканта. Спектакль проходит неудачно, между тем в зале присутствует «высокий иностранный гость, премьер дружественной страны». Выходя на сцену, Илья Ильич с огромным барабаном в руках случайно спотыкается и чуть не падает, чем вызывает всеобщий смех, после чего артисты оживляются, и спектакль завершается с большим успехом. Все поздравляют Илью Ильича, а Чижик даже обещает ему путёвку от месткома. Илья Ильич со знакомым гобоистом Платоновым идут в ресторан выпить, и Платонов ободряет приятеля, называя его талантом и предлагая тост «за миманс».

## Отзывы
Рассказ Кузнецова «Артист миманса» иногда называют его лучшим произведением. Так, Григорий Свирский пишет о том, что Анатолий Кузнецов «поднялся однажды до высот „Нового мира“… своим прекрасным рассказом „Артист миманса“, может быть, лучшим своим произведением». Андрей Гаврилов называет рассказ вершиной «именно литературного творчества» Кузнецова.
В. С. Баевский относит рассказ Кузнецова к одному из основных течений публикаций «Нового мира» и вместе с тем всей литературы 1960-х годов, а именно «городской прозе», представителями которой были также повести И. Грековой «За проходной» и «Дамский мастер», повести Юрия Трифонова «Обмен» и «Предварительные итоги».
Рассказ Кузнецова «Артист миманса» сравнивали с гоголевской «Шинелью» и «Бедными людьми» Достоевского.

## Адаптации
Спектакль по рассказу ставился в Челябинском молодёжном театре, причём Илью Ильича сыграла актриса Ольга Телякова, которая ранее выступала также в роли Акакия Акакиевича Башмачкина в постановке «Шинели» Гоголя.
Главный режиссёр театра Владимир Оренов, называя «Артиста миманса» современным вариантом «Шинели» Гоголя, показывал рассказ Михаилу Ульянову незадолго до его смерти. По словам Оренова, Ульянов «прочёл и чуть не заплакал: „Вот что мне надо было сыграть напоследок! Начал с парней-комсомольцев, потом — маршал Жуков. А закончить нужно было маленьким человеком“». До постановки спектакля в Челябинске Оренов ставил «Артиста миманса» в Новосибирске в театре «Старый дом».